# Зинчица
Зинчица (укр. Зінчиця) — река на Украине, протекает по территории Хмельницкого района Хмельницкой области. Левый приток Южного Буга (бассейн Чёрного моря).
Длина реки 27 км. Площадь водосборного бассейна 115 км². Уклон 2,4 м/км. Долина трапециевидная, шириной 1,5 км. Берега частично покрыты лесом. Пойма шириной около 300 м. Русло извилистое, шириной до 5 м. Сток зарегулирован тремя водохранилищами и прудами. Используется для хозяйственных нужд.
Зинчица берёт начало юго-восточнее села Климашовка. Течёт на юго-восток (в среднем течении — на восток). Впадает в Южный Буг на южной окраине села Пироговцы.